# 旧中山家住宅
旧中山家住宅（きゅうなかやまけじゅうたく）は茨城県古河市古河総合公園内にある歴史的建造物。

## 概要
元は坂東市にあった、17世紀の茅葺寄棟造直屋形式の大型農家建築である。建造は江戸時代前期の延宝2年（1674年）頃と推定されている。昭和48年（1973年）、県の有形文化財に指定され、中山家からの寄贈を受け、現在地に移築された。
NHK大河ドラマ西郷どんの西郷吉之助と西郷吉兵衛が借金をしに行った豪商の家のロケ地として使われた。

## 規模
- 床面積：184.47m2
- 桁行：17.30m（9間）
- 梁間：10.55m（5間半）

## 所在地
茨城県古河市鴻巣1045

## 周辺情報
- 古河街角美術館
- 古河総合公園
  - 古河公方館
  - 旧飛田家住宅
- 古河城跡
- 古河文学館
- 古河歴史博物館
- 鷹見泉石記念館
- 篆刻美術館
- 永井路子旧宅

## 交通アクセス
- JR東北本線古河駅下車バス･車10分
- 東北自動車道久喜インターチェンジより約30分